# Winston (Misuri)
Winston es una villa ubicada en el condado de Daviess en el estado estadounidense de Misuri. En el Censo de 2010 tenía una población de 259 habitantes y una densidad poblacional de 323,63 personas por km².

## Geografía
Winston se encuentra ubicada en las coordenadas 39°52′12″N 94°8′30″O / 39.87000, -94.14167. Según la Oficina del Censo de los Estados Unidos, Winston tiene una superficie total de 0.8 km², de la cual 0.8 km² corresponden a tierra firme y (0.32%) 0 km² es agua.

## Demografía
Según el censo de 2010, había 259 personas residiendo en Winston. La densidad de población era de 323,63 hab./km². De los 259 habitantes, Winston estaba compuesto por el 97.3% blancos, el 1.16% eran afroamericanos, el 0.39% eran amerindios, el 0% eran asiáticos, el 0% eran isleños del Pacífico, el 0.77% eran de otras razas y el 0.39% pertenecían a dos o más razas. Del total de la población el 0.77% eran hispanos o latinos de cualquier raza.